# Gruppe 5
Die Gruppe 5 war eine zwischen den 1960ern und 1981 bestehende Wertungsgruppe der Tourenwagen, deren Veränderungen vom Serienzustand weit reichten. Das Reglement wurde von der damaligen FISA, Vorläufer der FIA, im Anhang J des Internationalen Sportgesetzes definiert.

## Begriffsbestimmung
Im Anhang J taucht am Anfang des Kapitels "Gruppe 5" die Bezeichnung "Hochleistungswagen" auf. Erwähnt wird außerdem, dass die Fahrzeuge alle Bestandteile aufweisen müssen, die für die Teilnahme am öffentlichen Straßenverkehr notwendig sind. Gemeint waren Blinker, Scheinwerfer, Bremslichter usw. Später setzte sich die Bezeichnung "Spezial-Tourenwagen" durch.

### Stückzahl und Sitzplätze
Im Vergleich zur Gruppe 1 und Gruppe 2 waren die Anforderungen niedrig angesetzt: ausgestattet mit zwei Sitzen mussten wenigstens 25 identische Wagen gebaut und zur Homologation präsentiert werden. Äußere Form, Spurweite und Radstand mussten identisch sein.

### Motor
Weitgehende Freiheit bestand bei der Bearbeitung des Motors. So konnte der Hubraum bis zur Obergrenze der Hubraumklasse vergrößert werden, sei es durch eine andere Zahl der Zylinder, Aufbohren und/oder Vergrößerung des Hubes. Anzahl und Anordnung der Kurbelwellenlager, Anzahl und Lage der Nockenwellen sowie Anordnung und Anzahl der Einlass- und Auslasskanäle waren freigestellt.
Der "Turbofaktor" wurde mit 1,4 festgelegt. Ein häufiger Kunstgriff der Hersteller bestand darin, einen Motor mit 1400 cm³ Hubraum zu verwenden, um so in der Klasse (Division) bis 2 Liter zu fahren.

### Getriebe
Es war nur eine Gangzahl zugelassen, wobei für alle Gänge die Zahnradpaare freigestellt waren; ebenso für den  Achsantrieb. Als "einfache Variante" durfte aber ein Getriebe mit anderer Gangzahl nachhomologiert werden. Bedingung war, dass es "frei im Handel erhältlich" war.

### Bremssystem
Es wurde zwischen Trommelbremsen, Scheibenbremsen oder gemischten Systemen mit Trommeln und Scheiben unterschieden. Das Seriensystem musste beibehalten werden. Es musste auch sichergestellt werden, dass die Betätigung des Bremspedals auf alle vier Räder wirkte, im Falle eines Defektes auf mindestens zwei Räder derselben Achse.

### Radaufhängung
Das Funktionsprinzip musste beibehalten werden. Unter Funktionsprinzip wurden folgende Ausführungen unterschieden:
- MacPherson-Aufhängung
- Dreieckslenker
- Schräglenker (Beispiel: Hinterradaufhängung des BMW 1600)
- unabhängige Schwingachsen-Aufhängung (Beispiel: Hinterradaufhängung des Renault Gordini R 1135)

## Karosserie
Weit reichende Änderungsfreiheit bestand bei der Karosserie: so durften die Kotflügel angepasst werden, um das Anbringen von breiteren Rädern zu ermöglichen. Auch durften Öffnungen angebracht werden, die zum Kühlen der Bremsen oder des Motors für notwendig erachtet wurden. Aerodynamische Vorrichtungen (Spoiler, Flügel) durften angebracht werden. Als Einschränkung galt eine Maximalhöhe von 80 cm "über dem niedrigsten Punkt der vollständig abgefederten Struktur des Fahrzeugs." (Gemeint war die Karosserie.)

## Mindestgewicht
Grundsätzlich musste das Mindestgewicht dem ausgewiesenen Wert auf dem Homologationsblatt entsprechen. Dieses wiederum unterlag auch der Einschränkung, dass es abhängig vom Hubraum folgende Werte nicht unterschreiten durfte:
- Hubraum von 600 – 700 cm³: 470 kg
- Hubraum von 700 – 850 cm³: 480 kg
- Hubraum von 850 – 1000 cm³: 500 kg
- Hubraum von 1000 – 1150 cm³: 510 kg
- Hubraum von 1150 – 1300 cm³: 525 kg
- Hubraum von 1300 – 1600 cm³: 550 kg
- Hubraum von 1600 – 2000 cm³: 575 kg
- Hubraum von 2000 – 2500 cm³: 600 kg
- Hubraum von 2500 – 3000 cm³: 650 kg
- Hubraum von 3000 – 4000 cm³: 725 kg
- Hubraum von 4000 – 5000 cm³: 800 kg
- Hubraum von 5000 – 6000 cm³: 875 kg
- Hubraum von 6000 – 7000 cm³: 950 kg
- Hubraum über 7000 cm³: 1000 kg[1]

Im Vergleich zur Gruppe 2 ergibt sich in der Klasse bis 1000 cm³ ein Mindergewicht von 155 kg, bis 2000 cm³ 270 kg und bis 4000 cm³ 390 kg; das heißt, dass die Autos der Gruppe 5 den Rennwagen näher standen als den Tourenwagen, allein vom Gewicht her. Auch die Fahrleistungen unterschieden sich kaum: auf der 22,835 km langen Nürburgring-Nordschleife brauchte ein Gruppe-5 Ford Capri mit 7:18,48 gerade 8 Sekunden mehr als ein damaliger Formel-1-Wagen.

## Geschichte
Nach dem 1. Januar 1972 wurden die Gruppen 5 und 6 zu einer einzigen Gruppe unter der Bezeichnung «Sportwagen – Gruppe 5» ohne Mindestproduktion zusammengelegt.
Ab 1977 wurden in der Deutschen Rennsport Meisterschaft Fahrzeuge der Gruppe 5 eingesetzt. Die Einteilung richtete sich nach dem Hubraum und war stark vereinfacht: Division I über 2 Liter und  Division II bis 2 Liter.
Ein weiteres Betätigungsfeld waren Langstreckenrennen für Sportwagen, wo die Autos durch die Serienherkunft nominell unterlegen waren, aber durchaus vordere Plätze erreichten.

## Bekannte Gruppe-5-Autos
- Alpine A110
- BMW E 21 (Jägermeister-BMW)
- BMW M1 Procar
- Ford Zakspeed Turbo Capri
- Lancia Stratos HF
- Porsche 935